# Lycosa tetrophthalma
Lycosa tetrophthalma este o specie de păianjeni din genul Lycosa, familia Lycosidae, descrisă de Mello-leitão, 1939.
Este endemică în Paraguay. Conform Catalogue of Life specia Lycosa tetrophthalma nu are subspecii cunoscute.